# Guillermo Eleazar
Guillermo Lorenzo Tolentino Eleazar (Tagkawayan, 13 novembre 1965) è un poliziotto e prefetto filippino.

## Biografia
Laureato all'Accademia militare filippina, entra nel 1987 nella Polizia nazionale filippina.
Durante i primi anni dell'amministrazione Duterte si distingue per la ferrea direzione del distretto di polizia di Quezon City, nonché per alcune prese di posizione in merito alla sanguinosa guerra alla droga nel paese.
A seguito dello scoppio della pandemia di COVID-19 nelle Filippine, è nominato capo della task force della Regione Capitale Nazionale incaricata di far rispettare le regole e i protocolli di quarantena.
Il 4 marzo 2021 il Ministro dell’Interno ed ex generale delle forze armate Año ne annuncia la nomina a Capo della Polizia nazionale filippina, a seguito del ritiro di Sinas.
Il 13 novembre seguente, al compimento del 56º anno di età stabilito per legge, formalizza il suo ritiro dalla Polizia lasciando l'incarico a Dionardo Carlos. Subito dopo annuncia la sua candidatura al Senato delle Filippine alle elezioni del 2022, come rappresentante del Partito Riforma del tandem Lacson-Sotto.